# بونيتو
بونيتو، (بالإنجليزية: Bonito)‏، (أربينو:Bunìtë)، هي (بلدية) في مقاطعة أفيلينو، في إقليم كامبانيا، إيطاليا. يقع في جنوب أبينيني، على الربوة المستديرة، ويطل على وادي يوفيتا، داخل المنطقة التاريخية في أربينيا.

## السكان
في سنة 1861 بلغ عدد السكان 3٬805 نسمة، وتطور العدد ليصل في سنة 2011 لـ 2٬526 نسمة.
يظهر هذا المخطط البياني تطور النمو السكاني لـ بونيتو